# Cuibul de vipere (serial)
Cuibul de vipere (Cobras & Lagartos) este o telenovelă braziliană produse și expuse de Rede Globo la ora 19:00, între 24 aprilie și 17 noiembrie 2006, în 179 de capitole. Difuzată în România de canalul Acasă TV de vineri până duminică.

## Legături externe
- Cuibul de vipere la Internet Movie Database